# Metrópole de Heracleia
A Metrópole de Heracleia (em grego: Μητρόπολις Ηρακλείας), ou Metrópole da Trácia, foi uma circunscrição eclesiástica do Patriarcado Ecumênico na Trácia oriental, antiga sé metropolitana da província romana da Europa na diocese civil da Trácia. Foi ocupada por alguns metropolitas titulares desde o exílio de seus fiéis em 1922.
A sede da metrópole era em Heracleia, uma cidade cuja localização coincide com a moderna Marmara Ereğlisi na Turquia, até sua transferência em 1726 para Rodosto (atual Tekirdağ). 
Seu titular leva o título Metropolita de Heraclea, Presidente dos Mais Ilustres ('Hipertimos') e Exarca de Toda a Trácia e Macedônia (grego: Ο Ηρακλείας πρόεδρος των των υπερτίμων και έξαρχος πάσης Θράκης κρικίας), estando vago desde 2007.

## História

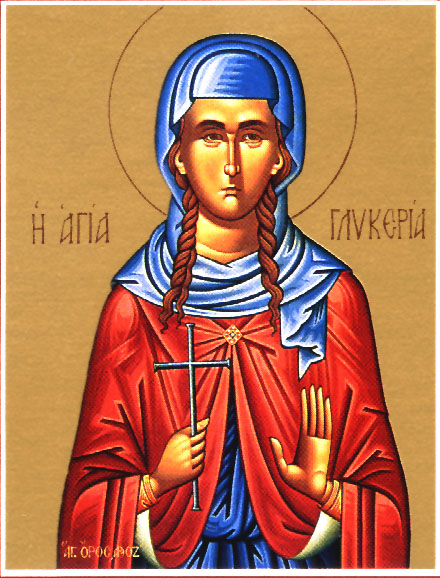
Santa Gliceria, cujas relíquias foram guardadas em Heracleia

Perinto foi fundada como colônia samosana no século V a.C. às margens do Mar de Mármara, 95 km a oeste de Bizâncio. A diocese de Perinto foi criada em data precoce, segundo a tradição na época apostólica do século I. Em 177 a Gliceria de Trajanópolis sofreu o martírio em Perinto.
No século III, Perinto foi renomeado para Heracleia. Em 325, o Bispado de Heracleia tornou-se metrópole e adquiriu um primado honorário sobre as outras metrópoles da Diocese da Trácia, como Exarca da Trácia.
Antes da transferência da capital do Império Romano de Roma para Constantinopla, o bispo de Bizâncio estava subordinado administrativamente à Metrópole de Heracleia (bispo sufragâneo). Mais tarde, sem saber exatamente quando, foi afastado dessa subordinação (c. 330). Após o Segundo Concílio Ecumênico em Constantinopla, que ocorreu em 381, a Metrópole de Constantinopla adquiriu oficialmente a supremacia sobre os metropolitas da região, incluindo a Metrópole de Heracleia. 
O cânon 28 do Concílio de Calcedônia em 451 passou para o Patriarca de Constantinopla as prerrogativas do Exarca da Trácia, de modo que o metropolita de Heracleia passou a fazer parte do patriarcado.
Por essas razões históricas, a Metrópole de Heracleia foi uma das mais importantes metrópoles do Trono Ecumênico, e seu Metropolita teve o privilégio de consagrar o Patriarca e entregar-lhe o bastão pastoral.
No século VII, o metropolita de Heracleia tinha 5 bispos sob seu comando (dioceses sufragâneas de Pânio, Galípoli, Quersoneso, Cela e Rodosto, conforme a Notitia Episcopatuum do pseudo-Epifânio, composta durante o reinado do imperador Heráclio (c. 640)), que se tornaram 15 ou 17 no século X (Pânio, Galípoli, Quersoneso, Rodosto, Teodorópolis, Medeia, Cariópolis, Cálcis, Sergenza, Daônio, Madito, Pânfilo, Lízico, Meter e Zorolo, conforme a Notitia Episcopatuum atribuída ao Imperador Leão VI) e 16 no século XII. Durante a ocupação otomana o número de bispos subordinados diminuiu para 6 no século XVI, 4 depois de 1694, 3 depois de 1840, 2 depois de 1901 e nenhum depois de 1909. Em 1694 o Bispado de Rodosto foi elevado a arcebispado, mas em 1702 foi unida à Diocese de Heracleia, que até o século XIX levava o nome de Episcopado de Heracleia e Rodosto. Em 1726 a sede da metrópole foi transferida para Rodosto, 40 km a oeste de Heracleia.
Em 28 de julho de 1920, a Grécia anexou esta região, mas após negociações de paz, a população grega foi completamente evacuada em outubro de 1922, e a região foi cedida à Turquia em 12 de novembro de 1922. Hoje a Metrópole de Heracleia não existe mais, como um resultado do desaparecimento da comunidade ortodoxa grega após o intercâmbio populacional que se seguiu à Primeira Guerra Mundial. O Patriarcado Ecumênico continua a conferir o título honorário de Metropolita de Heraclea.